# لیتشنو
لیتشنو (به چکی: Lično) یک منطقهٔ مسکونی در جمهوری چک است که در ناحیه ریخنوف ناد کنیژنوو واقع شده‌است. لیتشنو ۶۰۲ نفر جمعیت دارد.